# Polybromierte Dibenzodioxine und Dibenzofurane

Allgemeine Struktur von polybromierten Dibenzo-p-dioxinen

Allgemeine Struktur von polybromierten Dibenzofuranen

Polybromierte Dibenzodioxine und Dibenzofurane (abgekürzt PBDD/PBDF) sind eine Gruppe von Chemikalien, die den polychlorierten Dibenzodioxinen und -furanen sowohl in ihren chemischen Strukturen als auch in ihrer Wirkung entsprechen. Sie entstehen durch die Verbrennung verbleiten Benzins oder durch die thermische Zersetzung von Kunststoffen, die bromierte Flammschutzmittel enthalten.

## Kongenere
PBDDs besitzen ein Dibenzodioxin-Grundgerüst, an dem ein oder mehrere Wasserstoff- durch Bromatome ersetzt werden. Die allgemeine Summenformel von PBDFs lautet somit C12H(8−x)BrxO2 (x = 1, 2, ..., 8) und die Gruppe besteht aus 75 verschiedenen Kongeneren.
| Nummer                    | Summenformel | Name                                    | CAS Nummer  | InChIKey                    | SMILES                                                   |
| PBDD-1                    | C12H7BrO2    | 1-Bromdibenzo-p-dioxin                  | 105908-71-2 | HEAUGIUDKRRLPJ-UHFFFAOYSA-N | BrC1=CC=CC2=C1OC1=CC=CC=C1O2                             |
| PBDD-2                    | C12H7BrO2    | 2-Bromdibenzo-p-dioxin                  | 105906-36-3 | GSUCEGNAROQSGU-UHFFFAOYSA-N | BrC1=CC2=C(OC3=CC=CC=C3O2)C=C1                           |
| PBDD-12                   | C12H6Br2O2   | 1,2-Dibromdibenzo-p-dioxin              | 103456-37-7 | MKXZILBIAQNODC-UHFFFAOYSA-N | BrC1=C(Br)C2=C(OC3=CC=CC=C3O2)C=C1                       |
| PBDD-13                   | C12H6Br2O2   | 1,3-Dibromdibenzo-p-dioxin              | 132602-68-7 | CEMPIZJFPAOXRG-UHFFFAOYSA-N | BrC1=CC2=C(OC3=CC=CC=C3O2)C(Br)=C1                       |
| PBDD-14                   | C12H6Br2O2   | 1,4-Dibromdibenzo-p-dioxin              |             | QQAGNUPFYUKNFT-UHFFFAOYSA-N | BrC1=C2OC3=CC=CC=C3OC2=C(Br)C=C1                         |
| PBDD-16                   | C12H6Br2O2   | 1,6-Dibromdibenzo-p-dioxin              | 91371-14-1  | YGASKWLMBOFPBM-UHFFFAOYSA-N | BrC1=C2OC3=CC=CC(Br)=C3OC2=CC=C1                         |
| PBDD-17                   | C12H6Br2O2   | 1,7-Dibromdibenzo-p-dioxin              |             | JBAGOCOYBUKMHH-UHFFFAOYSA-N | BrC1=CC2=C(OC3=C(O2)C=CC=C3Br)C=C1                       |
| PBDD-18                   | C12H6Br2O2   | 1,8-Dibromdibenzo-p-dioxin              |             | ZKCDEBHZNFDFEO-UHFFFAOYSA-N | BrC1=CC2=C(OC3=C(O2)C(Br)=CC=C3)C=C1                     |
| PBDD-19                   | C12H6Br2O2   | 1,9-Dibromdibenzo-p-dioxin              |             | QAFQDALOECIFLN-UHFFFAOYSA-N | BrC1=CC=CC2=C1OC3=C(O2)C=CC=C3Br                         |
| PBDD-23                   | C12H6Br2O2   | 2,3-Dibromdibenzo-p-dioxin              | 50585-37-0  | OBHJJRTXDMGYAE-UHFFFAOYSA-N | BrC1=C(Br)C=C2OC3=CC=CC=C3OC2=C1                         |
| PBDD-27                   | C12H6Br2O2   | 2,7-Dibromdibenzo-p-dioxin              | 39073-07-9  | FPZRQZSGNKQNMF-UHFFFAOYSA-N | BrC1=CC2=C(OC3=C(O2)C=CC(Br)=C3)C=C1                     |
| PBDD-28                   | C12H6Br2O2   | 2,8-Dibromdibenzo-p-dioxin              | 105836-96-2 | DSECKYFAHOXKDM-UHFFFAOYSA-N | BrC1=CC2=C(OC3=CC=C(Br)C=C3O2)C=C1                       |
| PBDD-123                  | C12H5Br3O2   | 1,2,3-Tribromdibenzo-p-dioxin           | 103456-38-8 | KZPCRMUPGLGTEF-UHFFFAOYSA-N | BrC1=C(Br)C(Br)=C2OC3=CC=CC=C3OC2=C1                     |
| PBDD-124                  | C12H5Br3O2   | 1,2,4-Tribromdibenzo-p-dioxin           |             |                             | BrC1=CC(Br)=C(Br)C2=C1OC1=CC=CC=C1O2                     |
| PBDD-126                  | C12H5Br3O2   | 1,2,6-Tribromdibenzo-p-dioxin           |             |                             | BrC1=C(Br)C2=C(OC3=C(Br)C=CC=C3O2)C=C1                   |
| PBDD-127                  | C12H5Br3O2   | 1,2,7-Tribromdibenzo-p-dioxin           |             |                             | BrC1=CC2=C(OC3=C(O2)C=CC(Br)=C3Br)C=C1                   |
| PBDD-128                  | C12H5Br3O2   | 1,2,8-Tribromdibenzo-p-dioxin           |             |                             | BrC1=CC2=C(OC3=C(O2)C(Br)=C(Br)C=C3)C=C1                 |
| PBDD-129                  | C12H5Br3O2   | 1,2,9-Tribromdibenzo-p-dioxin           |             | XRDZJUVNIHWMRQ-UHFFFAOYSA-N | BrC1=CC=CC2=C1OC1=C(O2)C=CC(Br)=C1Br                     |
| PBDD-136                  | C12H5Br3O2   | 1,3,6-Tribromdibenzo-p-dioxin           |             | FHIRZQPOOCIEGI-UHFFFAOYSA-N | BrC1=CC2=C(OC3=C(O2)C(Br)=CC=C3)C(Br)=C1                 |
| PBDD-137                  | C12H5Br3O2   | 1,3,7-Tribromdibenzo-p-dioxin           | 110999-49-0 | RIATZSLLGBMQMM-UHFFFAOYSA-N | BrC1=CC2=C(OC3=C(O2)C=C(Br)C=C3Br)C=C1                   |
| PBDD-138                  | C12H5Br3O2   | 1,3,8-Tribromdibenzo-p-dioxin           | 80246-33-9  | NLKFBKPFQWQPPL-UHFFFAOYSA-N | BrC1=CC2=C(OC3=C(O2)C(Br)=CC(Br)=C3)C=C1                 |
| PBDD-139                  | C12H5Br3O2   | 1,3,9-Tribromdibenzo-p-dioxin           |             |                             | BrC1=CC2=C(OC3=C(O2)C=CC=C3Br)C(Br)=C1                   |
| PBDD-146                  | C12H5Br3O2   | 1,4,6-Tribromdibenzo-p-dioxin           |             |                             | BrC1=CC=CC2=C1OC1=C(Br)C=CC(Br)=C1O2                     |
| PBDD-147                  | C12H5Br3O2   | 1,4,7-Tribromdibenzo-p-dioxin           |             |                             | BrC1=CC2=C(OC3=C(Br)C=CC(Br)=C3O2)C=C1                   |
| PBDD-178                  | C12H5Br3O2   | 1,7,8-Tribromdibenzo-p-dioxin           |             |                             | BrC1=CC2=C(OC3=C(Br)C=CC=C3O2)C=C1Br                     |
| PBDD-237                  | C12H5Br3O2   | 2,3,7-Tribromdibenzo-p-dioxin           | 51974-40-4  | BYNRLLTUMJGOGR-UHFFFAOYSA-N | BrC1=CC=C2OC3=C(OC2=C1)C=C(Br)C(Br)=C3                   |
| PBDD-1234                 | C12H4Br4O2   | 1,2,3,4-Tetrabromdibenzo-p-dioxin       | 104549-41-9 | AKUPIABWVUYZPX-UHFFFAOYSA-N | BrC1=C(Br)C2=C(OC3=CC=CC=C3O2)C(Br)=C1Br                 |
| PBDD-1236                 | C12H4Br4O2   | 1,2,3,6-Tetrabromdibenzo-p-dioxin       |             |                             | BrC1=CC2=C(OC3=CC=CC(Br)=C3O2)C(Br)=C1Br                 |
| PBDD-1237                 | C12H4Br4O2   | 1,2,3,7-Tetrabromdibenzo-p-dioxin       | 284049-97-4 | WFXIVWMZZGUVEW-UHFFFAOYSA-N | BrC1=CC2=C(OC3=C(Br)C(Br)=C(Br)C=C3O2)C=C1               |
| PBDD-1238                 | C12H4Br4O2   | 1,2,3,8-Tetrabromdibenzo-p-dioxin       |             | CBSAIDDFGMKSRP-UHFFFAOYSA-N | BrC1=CC2=C(OC3=C(O2)C(Br)=C(Br)C(Br)=C3)C=C1             |
| PBDD-1239                 | C12H4Br4O2   | 1,2,3,9-Tetrabromdibenzo-p-dioxin       |             |                             | BrC1=CC2=C(OC3=C(Br)C=CC=C3O2)C(Br)=C1Br                 |
| PBDD-1246                 | C12H4Br4O2   | 1,2,4,6-Tetrabromdibenzo-p-dioxin       |             |                             | BrC1=CC(Br)=C(Br)C2=C1OC1=C(Br)C=CC=C1O2                 |
| PBDD-1247                 | C12H4Br4O2   | 1,2,4,7-Tetrabromdibenzo-p-dioxin       |             | XFJDIUZCJOVBRG-UHFFFAOYSA-N | BrC1=CC=C2OC3=C(OC2=C1)C(Br)=CC(Br)=C3Br                 |
| PBDD-1248                 | C12H4Br4O2   | 1,2,4,8-Tetrabromdibenzo-p-dioxin       |             | UIBQCPSRVNKSBM-UHFFFAOYSA-N | BrC1=CC=C2OC3=C(OC2=C1)C(Br)=C(Br)C=C3Br                 |
| PBDD-1249                 | C12H4Br4O2   | 1,2,4,9-Tetrabromdibenzo-p-dioxin       |             |                             | BrC1=CC=CC2=C1OC1=C(O2)C(Br)=CC(Br)=C1Br                 |
| PBDD-1267                 | C12H4Br4O2   | 1,2,6,7-Tetrabromdibenzo-p-dioxin       |             | DEUVQPIVQGWXBY-UHFFFAOYSA-N | BrC1=CC=C2OC3=C(OC2=C1Br)C=CC(Br)=C3Br                   |
| PBDD-1268                 | C12H4Br4O2   | 1,2,6,8-Tetrabromdibenzo-p-dioxin       |             |                             | BrC1=CC2=C(OC3=CC=C(Br)C(Br)=C3O2)C(Br)=C1               |
| PBDD-1269                 | C12H4Br4O2   | 1,2,6,9-Tetrabromdibenzo-p-dioxin       |             | AXQIJJXLMDHTLJ-UHFFFAOYSA-N | BrC1=C(Br)C2=C(OC3=C(Br)C=CC(Br)=C3O2)C=C1               |
| PBDD-1278                 | C12H4Br4O2   | 1,2,7,8-Tetrabromdibenzo-p-dioxin       |             | OLWHHLCKVXCKNO-UHFFFAOYSA-N | BrC1=C(Br)C2=C(OC3=CC(Br)=C(Br)C=C3O2)C=C1               |
| PBDD-1279                 | C12H4Br4O2   | 1,2,7,9-Tetrabromdibenzo-p-dioxin       |             | JBVHNYBXUUBMGP-UHFFFAOYSA-N | BrC1=CC2=C(OC3=C(Br)C(Br)=CC=C3O2)C(Br)=C1               |
| PBDD-1289                 | C12H4Br4O2   | 1,2,8,9-Tetrabromdibenzo-p-dioxin       |             | FJYATKRZOCTZBO-UHFFFAOYSA-N | BrC1=C(Br)C2=C(OC3=C(O2)C(Br)=C(Br)C=C3)C=C1             |
| PBDD-1368                 | C12H4Br4O2   | 1,3,6,8-Tetrabromdibenzo-p-dioxin       | 76584-71-9  | FLEIILCTHUDZIV-UHFFFAOYSA-N | BrC1=CC(Br)=C2OC3=CC(Br)=CC(Br)=C3OC2=C1                 |
| PBDD-1369                 | C12H4Br4O2   | 1,3,6,9-Tetrabromdibenzo-p-dioxin       |             |                             | BrC1=CC2=C(OC3=C(Br)C=CC(Br)=C3O2)C(Br)=C1               |
| PBDD-1378                 | C12H4Br4O2   | 1,3,7,8-Tetrabromdibenzo-p-dioxin       | 109333-31-5 | DKKJDGGGXMTZKQ-UHFFFAOYSA-N | BrC1=CC(Br)=C2OC3=CC(Br)=C(Br)C=C3OC2=C1                 |
| PBDD-1379                 | C12H4Br4O2   | 1,3,7,9-Tetrabromdibenzo-p-dioxin       | 109333-30-4 | XQDUOAUBGVDINZ-UHFFFAOYSA-N | BrC1=CC2=C(OC3=C(Br)C=C(Br)C=C3O2)C(Br)=C1               |
| PBDD-1469                 | C12H4Br4O2   | 1,4,6,9-Tetrabromdibenzo-p-dioxin       |             | MZVVCYLHZMSQOJ-UHFFFAOYSA-N | BrC1=CC=C(Br)C2=C1OC1=C(Br)C=CC(Br)=C1O2                 |
| PBDD-1478                 | C12H4Br4O2   | 1,4,7,8-Tetrabromdibenzo-p-dioxin       |             | PFZPPIOMQAXVGZ-UHFFFAOYSA-N | BrC1=CC=C(Br)C2=C1OC1=CC(Br)=C(Br)C=C1O2                 |
| PBDD-2378 (TCDD)          | C12H4Br4O2   | 2,3,7,8-Tetrabromdibenzo-p-dioxin       | 50585-41-6  | JZLQUWSWOJPCAK-UHFFFAOYSA-N | BrC1=C(Br)C=C2OC3=CC(Br)=C(Br)C=C3OC2=C1                 |
| PBDD-12346                | C12H3Br5O2   | 1,2,3,4,6-Pentabromdibenzo-p-dioxin     | 103456-36-6 | YPFFNRNCRCZYKK-UHFFFAOYSA-N | BrC1=C2OC3=C(OC2=CC=C1)C(Br)=C(Br)C(Br)=C3Br             |
| PBDD-12347                | C12H3Br5O2   | 1,2,3,4,7-Pentabromdibenzo-p-dioxin     |             |                             | BrC1=CC=C2OC3=C(OC2=C1)C(Br)=C(Br)C(Br)=C3Br             |
| PBDD-12367                | C12H3Br5O2   | 1,2,3,6,7-Pentabromdibenzo-p-dioxin     |             |                             | BrC1=CC=C2OC3=C(OC2=C1Br)C=C(Br)C(Br)=C3Br               |
| PBDD-12368                | C12H3Br5O2   | 1,2,3,6,8-Pentabromdibenzo-p-dioxin     |             |                             | BrC1=CC(Br)=C2OC3=C(OC2=C1)C(Br)=C(Br)C(Br)=C3           |
| PBDD-12369 (PBDD-14678)   | C12H3Br5O2   | 1,2,3,6,9-Pentabromdibenzo-p-dioxin     |             |                             | BrC1=CC2=C(OC3=C(Br)C=CC(Br)=C3O2)C(Br)=C1Br             |
| PBDD-12378                | C12H3Br5O2   | 1,2,3,7,8-Pentabromdibenzo-p-dioxin     | 109333-34-8 | ZIFMQFDZODRVTG-UHFFFAOYSA-N | BrC1=CC2=C(OC3=CC(Br)=C(Br)C=C3O2)C(Br)=C1Br             |
| PBDD-12379 (PBDD-23468)   | C12H3Br5O2   | 1,2,3,7,9-Pentabromdibenzo-p-dioxin     | 143106-17-6 | KQJRGCOLGQJBMS-UHFFFAOYSA-N | BrC1=CC(Br)=C2OC3=C(OC2=C1)C=C(Br)C(Br)=C3Br             |
| PBDD-12389 (PBDD-23467)   | C12H3Br5O2   | 1,2,3,8,9-Pentabromdibenzo-p-dioxin     | 136471-65-3 | BASDYTCMFMVWAF-UHFFFAOYSA-N | BrC1=CC=C2OC3=C(OC2=C1Br)C(Br)=C(Br)C(Br)=C3             |
| PBDD-12467                | C12H3Br5O2   | 1,2,4,6,7-Pentabromdibenzo-p-dioxin     |             |                             | BrC1=CC=C2OC3=C(OC2=C1Br)C(Br)=CC(Br)=C3Br               |
| PBDD-12468                | C12H3Br5O2   | 1,2,4,6,8-Pentabromdibenzo-p-dioxin     |             | FPGDCFSGMHTTLK-UHFFFAOYSA-N | BrC1=CC(Br)=C2OC3=C(OC2=C1)C(Br)=C(Br)C=C3Br             |
| PBDD-12469                | C12H3Br5O2   | 1,2,4,6,9-Pentabromdibenzo-p-dioxin     |             |                             | BrC1=CC(Br)=C(Br)C2=C1OC1=C(Br)C=CC(Br)=C1O2             |
| PBDD-12478                | C12H3Br5O2   | 1,2,4,7,8-Pentabromdibenzo-p-dioxin     | 109333-35-9 | BUTCDYWYGPQTPC-UHFFFAOYSA-N | BrC1=CC(Br)=C(Br)C2=C1OC1=CC(Br)=C(Br)C=C1O2             |
| PBDD-12479 (PBDD-13468)   | C12H3Br5O2   | 1,2,4,7,9-Pentabromdibenzo-p-dioxin     |             | JABBMGVQICJEJF-UHFFFAOYSA-N | BrC1=CC(Br)=C2OC3=C(OC2=C1)C(Br)=CC(Br)=C3Br             |
| PBDD-12489 (PBDD-13467)   | C12H3Br5O2   | 1,2,4,8,9-Pentabromdibenzo-p-dioxin     |             |                             | BrC1=CC=C2OC3=C(OC2=C1Br)C(Br)=C(Br)C=C3Br               |
| PBDD-123467               | C12H2Br6O2   | 1,2,3,4,6,7-Hexabromdibenzo-p-dioxin    | 103456-42-4 | RZDHYIJHBJEYLW-UHFFFAOYSA-N | BrC1=CC=C2OC3=C(OC2=C1Br)C(Br)=C(Br)C(Br)=C3Br           |
| PBDD-123468               | C12H2Br6O2   | 1,2,3,4,6,8-Hexabromdibenzo-p-dioxin    |             | SPZKBZTVCHRNQS-UHFFFAOYSA-N | BrC1=CC(Br)=C2OC3=C(OC2=C1)C(Br)=C(Br)C(Br)=C3Br         |
| PBDD-123469               | C12H2Br6O2   | 1,2,3,4,6,9-Hexabromdibenzo-p-dioxin    |             |                             | BrC1=C2OC3=C(OC2=C(Br)C=C1)C(Br)=C(Br)C(Br)=C3Br         |
| PBDD-123478               | C12H2Br6O2   | 1,2,3,4,7,8-Hexabromdibenzo-p-dioxin    | 110999-44-5 | JGZILVYVJLWSIH-UHFFFAOYSA-N | BrC1=C(Br)C=C2OC3=C(OC2=C1)C(Br)=C(Br)C(Br)=C3Br         |
| PBDD-123678               | C12H2Br6O2   | 1,2,3,6,7,8-Hexabromdibenzo-p-dioxin    | 110999-45-6 | QHJJFBHAYBGEDA-UHFFFAOYSA-N | BrC1=CC2=C(OC3=CC(Br)=C(Br)C(Br)=C3O2)C(Br)=C1Br         |
| PBDD-123679 (PBDD-124678) | C12H2Br6O2   | 1,2,3,6,7,9-Hexabromdibenzo-p-dioxin    |             |                             | BrC1=CC(Br)=C(Br)C2=C1OC1=C(Br)C(Br)=C(Br)C=C1O2         |
| PBDD-123689 (PBDD-134678) | C12H2Br6O2   | 1,2,3,6,8,9-Hexabromdibenzo-p-dioxin    |             |                             | BrC1=CC(Br)=C2OC3=C(OC2=C1Br)C(Br)=C(Br)C(Br)=C3         |
| PBDD-123789 (PBDD-234678) | C12H2Br6O2   | 1,2,3,7,8,9-Hexabromdibenzo-p-dioxin    | 110999-46-7 | BQLIEPWVZAEMQP-UHFFFAOYSA-N | BrC1=CC2=C(OC3=C(O2)C=C(Br)C(Br)=C3Br)C(Br)=C1Br         |
| PBDD-124679               | C12H2Br6O2   | 1,2,4,6,7,9-Hexabromdibenzo-p-dioxin    |             | LFCXBJLENYNRHW-UHFFFAOYSA-N | BrC1=CC(Br)=C2OC3=C(OC2=C1Br)C(Br)=CC(Br)=C3Br           |
| PBDD-124689 (PBDD-134679) | C12H2Br6O2   | 1,2,4,6,8,9-Hexabromdibenzo-p-dioxin    |             |                             | BrC1=CC(Br)=C2OC3=C(OC2=C1Br)C(Br)=C(Br)C=C3Br           |
| PBDD-1234678              | C12HBr7O2    | 1,2,3,4,6,7,8-Heptabromdibenzo-p-dioxin | 110999-47-8 | FPCROEVBHPWKPI-UHFFFAOYSA-N | BrC1=C(Br)C(Br)=C2OC3=C(OC2=C1)C(Br)=C(Br)C(Br)=C3Br     |
| PBDD-1234679              | C12HBr7O2    | 1,2,3,4,6,7,9-Heptabromdibenzo-p-dioxin | 136471-61-9 | FWPZKTXUNSTROI-UHFFFAOYSA-N | BrC1=CC(Br)=C2OC3=C(Br)C(Br)=C(Br)C(Br)=C3OC2=C1Br       |
| PBDD-12346789             | C12Br8O2     | Octabromdibenzo-p-dioxin                | 2170-45-8   | XAHTWKGGNHXJRP-UHFFFAOYSA-N | BrC1=C(Br)C2=C(OC3=C(Br)C(Br)=C(Br)C(Br)=C3O2)C(Br)=C1Br |

PBDFs besitzen ein Dibenzofuran-Grundgerüst, an dem ein oder mehrere Wasserstoff- durch Bromatome ersetzt werden. Die allgemeine Summenformel von PBDFs lautet somit C12H(8−x)BrxO (x = 1, 2, ..., 8) und die Gruppe besteht aus 135 verschiedenen Kongeneren.
| Nummer                  | Summenformel | IUPAC Name                                | CAS Nummer  | InChIKey                    |
| PBDF-1                  | C12H7BrO     | 1-Bromdibenzo[b,d]furan                   | 103456-35-5 | WUYYVOWEBMOELQ-UHFFFAOYSA-N |
| PBDF-2                  | C12H7BrO     | 2-Bromdibenzo[b,d]furan                   | 86-76-0     | CRJISNQTZDMKQD-UHFFFAOYSA-N |
| PBDF-3                  | C12H7BrO     | 3-Bromdibenzo[b,d]furan                   | 26608-06-0  | AZFABGHLDGJASW-UHFFFAOYSA-N |
| PBDF-4                  | C12H7BrO     | 4-Bromdibenzo[b,d]furan                   | 89827-45-2  | DYTYBRPMNQQFFL-UHFFFAOYSA-N |
| PBDF-12                 | C12H6Br2O    | 1,2-Dibromdibenzo[b,d]furan               | 103456-40-2 | GPOPKCSRDACCHP-UHFFFAOYSA-N |
| PBDF-13                 | C12H6Br2O    | 1,3-Dibromdibenzo[b,d]furan               | 617707-24-1 | HUMKRBJGRUACAP-UHFFFAOYSA-N |
| PBDF-14                 | C12H6Br2O    | 1,4-Dibromdibenzo[b,d]furan               | 617707-25-2 | SJPWYOJYEGIRLP-UHFFFAOYSA-N |
| PBDF-16                 | C12H6Br2O    | 1,6-Dibromdibenzo[b,d]furan               | 617707-26-3 | GTBHKGLPGHNIIC-UHFFFAOYSA-N |
| PBDF-17                 | C12H6Br2O    | 1,7-Dibromdibenzo[b,d]furan               | 617707-27-4 | HXTPPPWXNHSMLZ-UHFFFAOYSA-N |
| PBDF-18                 | C12H6Br2O    | 1,8-Dibromdibenzo[b,d]furan               | 617707-28-5 | VCIOALQVPMTGGE-UHFFFAOYSA-N |
| PBDF-19                 | C12H6Br2O    | 1,9-Dibromdibenzo[b,d]furan               | 617707-29-6 | FOKJZGMETCVSDJ-UHFFFAOYSA-N |
| PBDF-23                 | C12H6Br2O    | 2,3-Dibromdibenzo[b,d]furan               | 617707-30-9 | SNOGWHFJQWWBDP-UHFFFAOYSA-N |
| PBDF-24                 | C12H6Br2O    | 2,4-Dibromdibenzo[b,d]furan               | 133953-36-3 | ARIBSHNUKQULPI-UHFFFAOYSA-N |
| PBDF-26                 | C12H6Br2O    | 2,6-Dibromdibenzo[b,d]furan               | 617707-31-0 | JUXUXSLVQOLTMO-UHFFFAOYSA-N |
| PBDF-27                 | C12H6Br2O    | 2,7-Dibromdibenzo[b,d]furan               | 65489-80-7  | VRGIPEHRKNLRIY-UHFFFAOYSA-N |
| PBDF-28                 | C12H6Br2O    | 2,8-Dibromdibenzo[b,d]furan               | 10016-52-1  | UFCZRCPQBWIXTR-UHFFFAOYSA-N |
| PBDF-34                 | C12H6Br2O    | 3,4-Dibromdibenzo[b,d]furan               | 617707-32-1 | PSQANSIANLLSPC-UHFFFAOYSA-N |
| PBDF-36                 | C12H6Br2O    | 3,6-Dibromdibenzo[b,d]furan               | 617707-33-2 | YTPYXEPOBXHUKP-UHFFFAOYSA-N |
| PBDF-37                 | C12H6Br2O    | 3,7-Dibromdibenzo[b,d]furan               | 67019-91-4  | GBCYJXFJGQKMPY-UHFFFAOYSA-N |
| PBDF-46                 | C12H6Br2O    | 4,6-Dibromdibenzo[b,d]furan               | 201138-91-2 | XSJLDNSNUICSQC-UHFFFAOYSA-N |
| PBDF-123                | C12H5Br3O    | 1,2,3-Tribromdibenzo[b,d]furan            | 103456-41-3 | XDHQNCQRLUFFIB-UHFFFAOYSA-N |
| PBDF-124                | C12H5Br3O    | 1,2,4-Tribromdibenzo[b,d]furan            | 617707-35-4 | GTGYFPGJRSQROX-UHFFFAOYSA-N |
| PBDF-126                | C12H5Br3O    | 1,2,6-Tribromdibenzo[b,d]furan            | 617707-36-5 | WYKYMAYURAXFIG-UHFFFAOYSA-N |
| PBDF-127                | C12H5Br3O    | 1,2,7-Tribromdibenzo[b,d]furan            | 617707-37-6 | IEVOJXUXBYPXKN-UHFFFAOYSA-N |
| PBDF-128                | C12H5Br3O    | 1,2,8-Tribromdibenzo[b,d]furan            | 84761-81-9  | LQKAHTKRUKHSDG-UHFFFAOYSA-N |
| PBDF-129                | C12H5Br3O    | 1,2,9-Tribromdibenzo[b,d]furan            | 617707-38-7 | ORSHSJSDVUTPPJ-UHFFFAOYSA-N |
| PBDF-134                | C12H5Br3O    | 1,3,4-Tribromdibenzo[b,d]furan            | 617707-39-8 | FYQXNZAOOXAKGF-UHFFFAOYSA-N |
| PBDF-136                | C12H5Br3O    | 1,3,6-Tribromdibenzo[b,d]furan            | 617707-40-1 | ZTEWKNDHEZKDCZ-UHFFFAOYSA-N |
| PBDF-137                | C12H5Br3O    | 1,3,7-Tribromdibenzo[b,d]furan            | 617707-41-2 | HBLMUGVRNAKHKQ-UHFFFAOYSA-N |
| PBDF-138                | C12H5Br3O    | 1,3,8-Tribromdibenzo[b,d]furan            | 142408-19-3 | NMVVTHPIGSTTDO-UHFFFAOYSA-N |
| PBDF-139                | C12H5Br3O    | 1,3,9-Tribromdibenzo[b,d]furan            | 617707-42-3 | JEOGXAUSKOAEOJ-UHFFFAOYSA-N |
| PBDF-146                | C12H5Br3O    | 1,4,6-Tribromdibenzo[b,d]furan            | 617707-43-4 | CVADOVBDHHGHTF-UHFFFAOYSA-N |
| PBDF-147                | C12H5Br3O    | 1,4,7-Tribromdibenzo[b,d]furan            | 617707-44-5 | HGXLLEXHBYSWAB-UHFFFAOYSA-N |
| PBDF-148                | C12H5Br3O    | 1,4,8-Tribromdibenzo[b,d]furan            | 617707-45-6 | TWEPIOZGPMEUHR-UHFFFAOYSA-N |
| PBDF-149                | C12H5Br3O    | 1,4,9-Tribromdibenzo[b,d]furan            | 617707-46-7 | SOBCQEWGYNAZQC-UHFFFAOYSA-N |
| PBDF-167 (PBDF-349)     | C12H5Br3O    | 1,6,7-Tribromdibenzo[b,d]furan            | 617707-47-8 | GBYQYPVLPRNFEC-UHFFFAOYSA-N |
| PBDF-168 (PBDF-249)     | C12H5Br3O    | 1,6,8-Tribromdibenzo[b,d]furan            | 617707-48-9 | PSYFDVSLIRIJBY-UHFFFAOYSA-N |
| PBDF-178 (PBDF-239)     | C12H5Br3O    | 1,7,8-Tribromdibenzo[b,d]furan            | 617707-49-0 | CAJGGDCLSUAVFO-UHFFFAOYSA-N |
| PBDF-234                | C12H5Br3O    | 2,3,4-Tribromdibenzo[b,d]furan            | 617707-50-3 | PLNFQSTVRAQHRA-UHFFFAOYSA-N |
| PBDF-236                | C12H5Br3O    | 2,3,6-Tribromdibenzo[b,d]furan            | 617707-51-4 | PAKRZJMCSNHNFI-UHFFFAOYSA-N |
| PBDF-237                | C12H5Br3O    | 2,3,7-Tribromdibenzo[b,d]furan            | 131166-84-2 | SWRJEXYXUCLWEY-UHFFFAOYSA-N |
| PBDF-238                | C12H5Br3O    | 2,3,8-Tribromdibenzo[b,d]furan            | 84761-82-0  | KKPBZUROFCCDEP-UHFFFAOYSA-N |
| PBDF-246                | C12H5Br3O    | 2,4,6-Tribromdibenzo[b,d]furan            | 617707-52-5 | IOFLSBWFNLSXHD-UHFFFAOYSA-N |
| PBDF-247                | C12H5Br3O    | 2,4,7-Tribromdibenzo[b,d]furan            | 617707-53-6 | RQIFVAZCCPQORH-UHFFFAOYSA-N |
| PBDF-248                | C12H5Br3O    | 2,4,8-Tribromdibenzo[b,d]furan            | 617707-54-7 | YNXZJGSEZFXOBQ-UHFFFAOYSA-N |
| PBDF-346                | C12H5Br3O    | 3,4,6-Tribromdibenzo[b,d]furan            | 617707-56-9 | HVBWHLFLULUOHT-UHFFFAOYSA-N |
| PBDF-347                | C12H5Br3O    | 3,4,7-Tribromdibenzo[b,d]furan            | 617707-57-0 | PFXRHKDMKSLZHE-UHFFFAOYSA-N |
| PBDF-348                | C12H5Br3O    | 3,4,8-Tribromdibenzo[b,d]furan            | 617707-55-8 | GBBHZWUDKSMEOG-UHFFFAOYSA-N |
| PBDF-1234               | C12H4Br4O    | 1,2,3,4-Tetrabromdibenzo[b,d]furan        | 617707-58-1 | QLPZYYOHERFPKO-UHFFFAOYSA-N |
| PBDF-1236               | C12H4Br4O    | 1,2,3,6-Tetrabromdibenzo[b,d]furan        | 617707-59-2 | POHZMKFDLJSOEY-UHFFFAOYSA-N |
| PBDF-1237               | C12H4Br4O    | 1,2,3,7-Tetrabromdibenzo[b,d]furan        | 617707-60-5 | DCCABQVACPTEIO-UHFFFAOYSA-N |
| PBDF-1238               | C12H4Br4O    | 1,2,3,8-Tetrabromdibenzo[b,d]furan        | 617707-61-6 | SXEGRMRUTISWJR-UHFFFAOYSA-N |
| PBDF-1239               | C12H4Br4O    | 1,2,3,9-Tetrabromdibenzo[b,d]furan        | 617707-62-7 | DTCSQVLPHLITPZ-UHFFFAOYSA-N |
| PBDF-1246               | C12H4Br4O    | 1,2,4,6-Tetrabromdibenzo[b,d]furan        | 617707-63-8 | HTWAJLDHOUDJHP-UHFFFAOYSA-N |
| PBDF-1247               | C12H4Br4O    | 1,2,4,7-Tetrabromdibenzo[b,d]furan        | 617707-64-9 | NPFQYVGOALLURU-UHFFFAOYSA-N |
| PBDF-1248               | C12H4Br4O    | 1,2,4,8-Tetrabromdibenzo[b,d]furan        | 617707-65-0 | JDPXUSDOGNYUER-UHFFFAOYSA-N |
| PBDF-1249               | C12H4Br4O    | 1,2,4,9-Tetrabromdibenzo[b,d]furan        | 617707-66-1 | IMSGIHSYTWQBIP-UHFFFAOYSA-N |
| PBDF-1267               | C12H4Br4O    | 1,2,6,7-Tetrabromdibenzo[b,d]furan        | 617707-67-2 | RFWUANRLTQFAGC-UHFFFAOYSA-N |
| PBDF-1268               | C12H4Br4O    | 1,2,6,8-Tetrabromdibenzo[b,d]furan        | 617707-68-3 | HETPUYROJCAOKU-UHFFFAOYSA-N |
| PBDF-1269               | C12H4Br4O    | 1,2,6,9-Tetrabromdibenzo[b,d]furan        | 617707-69-4 | GMARTTWDNBZNGX-UHFFFAOYSA-N |
| PBDF-1278               | C12H4Br4O    | 1,2,7,8-Tetrabromdibenzo[b,d]furan        | 84761-80-8  | CUYJKQXKKDTMCW-UHFFFAOYSA-N |
| PBDF-1279               | C12H4Br4O    | 1,2,7,9-Tetrabromdibenzo[b,d]furan        | 617707-70-7 | CSGTYBFHYFXINJ-UHFFFAOYSA-N |
| PBDF-1289               | C12H4Br4O    | 1,2,8,9-Tetrabromdibenzo[b,d]furan        | 617707-71-8 | MDRDSTIJDBIZHU-UHFFFAOYSA-N |
| PBDF-1346               | C12H4Br4O    | 1,3,4,6-Tetrabromdibenzo[b,d]furan        | 617707-72-9 | RWYBECGWZKYABQ-UHFFFAOYSA-N |
| PBDF-1347               | C12H4Br4O    | 1,3,4,7-Tetrabromdibenzo[b,d]furan        | 617707-73-0 | RUJBDWIMDZVZJI-UHFFFAOYSA-N |
| PBDF-1348               | C12H4Br4O    | 1,3,4,8-Tetrabromdibenzo[b,d]furan        | 617707-74-1 | FMNSNHJKQJFIFO-UHFFFAOYSA-N |
| PBDF-1349               | C12H4Br4O    | 1,3,4,9-Tetrabromdibenzo[b,d]furan        | 617707-75-2 | KYWUFWPIZMYDJJ-UHFFFAOYSA-N |
| PBDF-1367               | C12H4Br4O    | 1,3,6,7-Tetrabromdibenzo[b,d]furan        | 617707-76-3 | HJAHYZGENLXMRX-UHFFFAOYSA-N |
| PBDF-1368               | C12H4Br4O    | 1,3,6,8-Tetrabromdibenzo[b,d]furan        | 617707-77-4 | YWOWMNYICWCZAJ-UHFFFAOYSA-N |
| PBDF-1369               | C12H4Br4O    | 1,3,6,9-Tetrabromdibenzo[b,d]furan        | 617707-78-5 | LGEDUJLBODDNMB-UHFFFAOYSA-N |
| PBDF-1378               | C12H4Br4O    | 1,3,7,8-Tetrabromdibenzo[b,d]furan        | 617707-79-6 | NQOLSPBJKCCDNG-UHFFFAOYSA-N |
| PBDF-1379               | C12H4Br4O    | 1,3,7,9-Tetrabromdibenzo[b,d]furan        | 617707-80-9 | PFKOPXBJSVTQLW-UHFFFAOYSA-N |
| PBDF-1467               | C12H4Br4O    | 1,4,6,7-Tetrabromdibenzo[b,d]furan        | 617707-81-0 | PTQBGQLQLZZSBS-UHFFFAOYSA-N |
| PBDF-1468               | C12H4Br4O    | 1,4,6,8-Tetrabromdibenzo[b,d]furan        | 617707-82-1 | FLJOCPMPMOPAJM-UHFFFAOYSA-N |
| PBDF-1469               | C12H4Br4O    | 1,4,6,9-Tetrabromdibenzo[b,d]furan        | 617707-83-2 | GWVVZHZSUINYIC-UHFFFAOYSA-N |
| PBDF-1478               | C12H4Br4O    | 1,4,7,8-Tetrabromdibenzo[b,d]furan        | 617708-57-3 | OTVGKKQODFPQQO-UHFFFAOYSA-N |
| PBDF-1678               | C12H4Br4O    | 1,6,7,8-Tetrabromdibenzo[b,d]furan        | 617707-85-4 | HDFZMRCHMSCVMH-UHFFFAOYSA-N |
| PBDF-2346               | C12H4Br4O    | 2,3,4,6-Tetrabromdibenzo[b,d]furan        | 131166-91-1 | VHPQYVJBQVHKFP-UHFFFAOYSA-N |
| PBDF-2347               | C12H4Br4O    | 2,3,4,7-Tetrabromdibenzo[b,d]furan        | 617707-86-5 | GEXZULHQNFJAPU-UHFFFAOYSA-N |
| PBDF-2348               | C12H4Br4O    | 2,3,4,8-Tetrabromdibenzo[b,d]furan        | 617707-87-6 | UPTXKXSOCQVGFU-UHFFFAOYSA-N |
| PBDF-2367               | C12H4Br4O    | 2,3,6,7-Tetrabromdibenzo[b,d]furan        | 617707-88-7 | LNOTUEUURVSLQO-UHFFFAOYSA-N |
| PBDF-2368               | C12H4Br4O    | 2,3,6,8-Tetrabromdibenzo[b,d]furan        | 617707-89-8 | JNFWIEFRHUFARA-UHFFFAOYSA-N |
| PBDF-2378               | C12H4Br4O    | 2,3,7,8-Tetrabromdibenzo[b,d]furan        | 67733-57-7  | HCSRVQXNLHZQNM-UHFFFAOYSA-N |
| PBDF-2467               | C12H4Br4O    | 2,4,6,7-Tetrabromdibenzo[b,d]furan        | 617707-90-1 | NVUPBSXTBMKHPK-UHFFFAOYSA-N |
| PBDF-2468               | C12H4Br4O    | 2,4,6,8-Tetrabromdibenzo[b,d]furan        | 617707-91-2 | HPDRJVPURYBYRT-UHFFFAOYSA-N |
| PBDF-3467               | C12H4Br4O    | 3,4,6,7-Tetrabromdibenzo[b,d]furan        | 617707-92-3 | TUFUUAMCJCRMQH-UHFFFAOYSA-N |
| PBDF-12346              | C12H3Br5O    | 1,2,3,4,6-Pentabromdibenzo[b,d]furan      | 617707-93-4 | AGYXAGPQZZYAJQ-UHFFFAOYSA-N |
| PBDF-12347              | C12H3Br5O    | 1,2,3,4,7-Pentabromdibenzo[b,d]furan      | 617707-94-5 | ZCLGNSDRYDKVHJ-UHFFFAOYSA-N |
| PBDF-12348              | C12H3Br5O    | 1,2,3,4,8-Pentabromdibenzo[b,d]furan      | 617707-95-6 | IXHHWIMARZWFSE-UHFFFAOYSA-N |
| PBDF-12349              | C12H3Br5O    | 1,2,3,4,9-Pentabromdibenzo[b,d]furan      | 617707-96-7 | MHLCCKXNFQIESY-UHFFFAOYSA-N |
| PBDF-12367              | C12H3Br5O    | 1,2,3,6,7-Pentabromdibenzo[b,d]furan      | 617707-97-8 | OYKGVILGNBNCKY-UHFFFAOYSA-N |
| PBDF-12368              | C12H3Br5O    | 1,2,3,6,8-Pentabromdibenzo[b,d]furan      | 617707-98-9 | OWGWMEKSWJIYNM-UHFFFAOYSA-N |
| PBDF-12369              | C12H3Br5O    | 1,2,3,6,9-Pentabromdibenzo[b,d]furan      | 617707-99-0 | DLGGXDULBQCBKT-UHFFFAOYSA-N |
| PBDF-12378              | C12H3Br5O    | 1,2,3,7,8-Pentabromdibenzo[b,d]furan      | 107555-93-1 | QMKPILUKNSMQTD-UHFFFAOYSA-N |
| PBDF-12379              | C12H3Br5O    | 1,2,3,7,9-Pentabromdibenzo[b,d]furan      | 617708-00-6 | VWQMEHXFJWNTML-UHFFFAOYSA-N |
| PBDF-12389              | C12H3Br5O    | 1,2,3,8,9-Pentabromdibenzo[b,d]furan      | 617708-01-7 | NNMJUXDLZJSYNV-UHFFFAOYSA-N |
| PBDF-12467              | C12H3Br5O    | 1,2,4,6,7-Pentabromdibenzo[b,d]furan      | 617708-02-8 | FYCPIPVDIYQOBA-UHFFFAOYSA-N |
| PBDF-12468              | C12H3Br5O    | 1,2,4,6,8-Pentabromdibenzo[b,d]furan      | 617708-03-9 | XUMIRKPUEAOOLG-UHFFFAOYSA-N |
| PBDF-12469              | C12H3Br5O    | 1,2,4,6,9-Pentabromdibenzo[b,d]furan      | 617708-04-0 | OOFFKFQUIPUATM-UHFFFAOYSA-N |
| PBDF-12478              | C12H3Br5O    | 1,2,4,7,8-Pentabromdibenzo[b,d]furan      | 617708-05-1 | TWHLTAANDGFABT-UHFFFAOYSA-N |
| PBDF-12479              | C12H3Br5O    | 1,2,4,7,9-Pentabromdibenzo[b,d]furan      | 68795-14-2  | KYCXSUKOCJIDGC-UHFFFAOYSA-N |
| PBDF-12489              | C12H3Br5O    | 1,2,4,8,9-Pentabromdibenzo[b,d]furan      | 617708-07-3 | RXGHNGDKUZZFTP-UHFFFAOYSA-N |
| PBDF-12678 (PBDF-23489) | C12H3Br5O    | 1,2,6,7,8-Pentabromdibenzo[b,d]furan      | 617708-08-4 | IVBOLQBEJXWZDX-UHFFFAOYSA-N |
| PBDF-12679              | C12H3Br5O    | 1,2,6,7,9-Pentabromdibenzo[b,d]furan      | 617708-09-5 | WSVANXRXWQERNU-UHFFFAOYSA-N |
| PBDF-13467              | C12H3Br5O    | 1,3,4,6,7-Pentabromdibenzo[b,d]furan      | 617708-10-8 | WQODLBVPWYABOS-UHFFFAOYSA-N |
| PBDF-13468              | C12H3Br5O    | 1,3,4,6,8-Pentabromdibenzo[b,d]furan      | 617708-11-9 | PLLLQRORRMHTHR-UHFFFAOYSA-N |
| PBDF-13469              | C12H3Br5O    | 1,3,4,6,9-Pentabromdibenzo[b,d]furan      | 617708-12-0 | CZEMMFWWMCQYMO-UHFFFAOYSA-N |
| PBDF-13478              | C12H3Br5O    | 1,3,4,7,8-Pentabromdibenzo[b,d]furan      | 617708-13-1 | LEKZUOJYGRQREX-UHFFFAOYSA-N |
| PBDF-13479              | C12H3Br5O    | 1,3,4,7,9-Pentabromdibenzo[b,d]furan      | 617708-14-2 | HRCFIJWEFSMLEC-UHFFFAOYSA-N |
| PBDF-13678              | C12H3Br5O    | 1,3,6,7,8-Pentabromdibenzo[b,d]furan      | 617708-15-3 | SWTCBOCUKVVORZ-UHFFFAOYSA-N |
| PBDF-14678              | C12H3Br5O    | 1,4,6,7,8-Pentabromdibenzo[b,d]furan      | 617708-16-4 | SWLALQQSQUPMBZ-UHFFFAOYSA-N |
| PBDF-23467              | C12H3Br5O    | 2,3,4,6,7-Pentabromdibenzo[b,d]furan      | 124388-77-8 | DOMLPUMLHHUETA-UHFFFAOYSA-N |
| PBDF-23468              | C12H3Br5O    | 2,3,4,6,8-Pentabromdibenzo[b,d]furan      | 617708-17-5 | WVSKYVRFPAOEHN-UHFFFAOYSA-N |
| PBDF-23478              | C12H3Br5O    | 2,3,4,7,8-Pentabromdibenzo[b,d]furan      | 131166-92-2 | KHQDJFUIVSESDP-UHFFFAOYSA-N |
| PBDF-123467             | C12H2Br6O    | 1,2,3,4,6,7-Hexabromdibenzo[b,d]furan     | 124388-78-9 | YIOFXZCOWPMYPC-UHFFFAOYSA-N |
| PBDF-123468             | C12H2Br6O    | 1,2,3,4,6,8-Hexabromdibenzo[b,d]furan     | 617708-18-6 | SEOUNIRJOYQFLN-UHFFFAOYSA-N |
| PBDF-123469             | C12H2Br6O    | 1,2,3,4,6,9-Hexabromdibenzo[b,d]furan     | 617708-19-7 | YMYKEKSYAOWRQB-UHFFFAOYSA-N |
| PBDF-123478             | C12H2Br6O    | 1,2,3,4,7,8-Hexabromdibenzo[b,d]furan     | 129880-08-6 | MAHGKVWEQHQGJI-UHFFFAOYSA-N |
| PBDF-123479             | C12H2Br6O    | 1,2,3,4,7,9-Hexabromdibenzo[b,d]furan     | 617708-20-0 | HLPNGVKALAHYPP-UHFFFAOYSA-N |
| PBDF-123489             | C12H2Br6O    | 1,2,3,4,8,9-Hexabromdibenzo[b,d]furan     | 617708-21-1 | FWKQJDKJACVPSU-UHFFFAOYSA-N |
| PBDF-123678             | C12H2Br6O    | 1,2,3,6,7,8-Hexabromdibenzo[b,d]furan     | 107555-94-2 | VUAFSJIMHSEWBL-UHFFFAOYSA-N |
| PBDF-123679             | C12H2Br6O    | 1,2,3,6,7,9-Hexabromdibenzo[b,d]furan     | 617708-22-2 | YZRKGWPYPQWZHK-UHFFFAOYSA-N |
| PBDF-123689             | C12H2Br6O    | 1,2,3,6,8,9-Hexabromdibenzo[b,d]furan     | 617708-23-3 | WVRDNEPYMBOVGV-UHFFFAOYSA-N |
| PBDF-123789             | C12H2Br6O    | 1,2,3,7,8,9-Hexabromdibenzo[b,d]furan     | 161880-49-5 | BWGBHHLGDVHQEM-UHFFFAOYSA-N |
| PBDF-124678             | C12H2Br6O    | 1,2,4,6,7,8-Hexabromdibenzo[b,d]furan     | 617708-24-4 | FCFYEJUJZXKJID-UHFFFAOYSA-N |
| PBDF-124679             | C12H2Br6O    | 1,2,4,6,7,9-Hexabromdibenzo[b,d]furan     | 617708-25-5 | MAFNSYBTQUTFJJ-UHFFFAOYSA-N |
| PBDF-124689             | C12H2Br6O    | 1,2,4,6,8,9-Hexabromdibenzo[b,d]furan     | 617708-26-6 | UNWXKPFTGNPDQP-UHFFFAOYSA-N |
| PBDF-134678             | C12H2Br6O    | 1,3,4,6,7,8-Hexabromdibenzo[b,d]furan     | 617708-27-7 | HPZIYTSBNUYJNG-UHFFFAOYSA-N |
| PBDF-134679             | C12H2Br6O    | 1,3,4,6,7,9-Hexabromdibenzo[b,d]furan     | 617708-28-8 | YAJFDJKZOINTBN-UHFFFAOYSA-N |
| PBDF-234678             | C12H2Br6O    | 2,3,4,6,7,8-Hexabromdibenzo[b,d]furan     | 161880-50-8 | GKJPDCOZDNSVRH-UHFFFAOYSA-N |
| PBDF-1234678            | C12HBr7O     | 1,2,3,4,6,7,8-Heptabromdibenzo[b,d]furan  | 107555-95-3 | JISOUFWSRUCDMJ-UHFFFAOYSA-N |
| PBDF-1234679            | C12HBr7O     | 1,2,3,4,6,7,9-Heptabromdibenzo[b,d]furan  | 617708-29-9 | FJDVXLATONLDLR-UHFFFAOYSA-N |
| PBDF-1234689            | C12HBr7O     | 1,2,3,4,6,8,9-Heptabromdibenzo[b,d]furan  | 617708-30-2 | CXCUUFHBGLYSFD-UHFFFAOYSA-N |
| PBDF-1234789            | C12HBr7O     | 1,2,3,4,7,8,9-Heptabromdibenzo[b,d]furan  | 161880-51-9 | RFUPGXOBNPMYIM-UHFFFAOYSA-N |
| PBDF-12346789           | C12Br8O      | 1,2,3,4,6,7,8,9-Octabromdibenzo[b,d]furan | 103582-29-2 | JRDWDRVPBYIYGL-UHFFFAOYSA-N |

## Entstehung
Die Müllverbrennung gilt als der Haupteintragspfad in die Umwelt. In der Flugasche von Müllverbrennungsanlagen beträgt die Menge der bromhaltigen PBDD/PBDF nur einige Prozent der chlorierten Dioxine und Furane. Das lässt sich damit erklären, dass Hausmüll wesentlich mehr Chlor als Brom enthält, der Bromgehalt liegt zwischen 1 und 4 % des Chlorgehalts. Der Hauptanteil davon geht auf Kunststoffe zurück, die bromierte Flammschutzmittel enthalten.
In bromierten Flammschutzmitteln wie polybromierten Diphenylethern oder Biphenylen, Tetrabrombisphenol A und Hexabromcyclododecan können bereits von Haus aus geringe Rückstände von PBDD/PBDF enthalten sein. In der Produktion werden die Flammschutzmittel den Kunststoffen bei etwa 300 °C im Extruder beigemischt. Dieses Verfahren führt bereits zu einem starken Anstieg der PBDD/PBDF-Gehalte.
Bei Bränden, beim Verbrennen flammgeschützter Kunststoffe in Müllverbrennungsanlagen oder der Pyrolyse können nochmals erhebliche Mengen PBDD/PBDF entstehen. Bei den betrachteten Entstehungswegen werden weit mehr polybromierte Dibenzofurane als Dibenzodioxine gebildet.
| Art der Probe                              | Herstellung              | Br4DF     | Br5DF     | Br6DF   | Br7DF   | Br8DF    |
| ------------------------------------------ | ------------------------ | --------- | --------- | ------- | ------- | -------- |
| technisches DecaBDE                        | kommerziell              | n.n.      | n.n.      | 2,3     | 250     | 34       |
| Flammschutzmittel-Formulierung mit DecaBDE | bei 150 °C               | 23        | 107       | 3470    | 2700    | 580      |
| PBT-Plastik                                | Extruder, 250 °C         | 14–26     | 65–109    | 230–250 | 500–980 | 410–1600 |
| PBT-Plastik                                | Pyrolyse, 400 °C, 10 min | 1.405.000 | 1.101.000 | 252.000 | 43.000  | 2800     |

Polybromierte Diphenylether oder Biphenyle sind direkte Vorläufermoleküle für die Bildung von polybromierten Dibenzofuranen bei Verbrennungsprozessen.
Beim Recycling von Elektroschrott, insbesondere durch das Einschmelzen oder Verschwelen von flammschutzmittelhaltigen Leiterplatten, werden erhebliche Mengen PBDD/PBDF freigesetzt.
In Kunststoffspielzeug wurden erhebliche Konzentrationen von PBDD/PBDF gefunden.
Verbleites Benzin enthielt die Scavenger 1,2-Dichlorethan und 1,2-Dibromethan, aus denen bei der Verbrennung polyhalogenierte Dibenzodioxine und Dibenzofurane (PXDD/PXDF) entstanden. Im Abgas waren die Gehalte der bromierten oder gemischthalogenierten Dioxin-Kongenere vergleichbar oder höher als die der chlorierten Kongenere.
| Substanzen   | Verbleites Benzin | Unverbleit, ohne Kat | Unverbleit, mit Kat |
| ------------ | ----------------- | -------------------- | ------------------- |
| Cl1–Cl3-PCDD | 45.000            | 4970                 | 12                  |
| Br1–Br3-PBDD | 117.500           | 5090                 | 13                  |
| Cl4–Cl8-PCDD | 11.492            | 287                  | 37,3                |
| Br4–Br8-PBDD | 1000              | 40                   | 4                   |
| Cl1–Cl3-PCDF | 1.388.600         | 17.840               | 259                 |
| Br1–Br3-PBDF | 3.214.400         | 12.930               | 232                 |
| Cl4–Cl8-PCDF | 9733              | 478                  | 25,1                |
| Br4–Br8-PBDF | 14.200            | 100                  | 46                  |

## Toxikologie
Bromierte Dibenzodioxine und Dibenzofurane sind etwa so toxisch wie ihre chlorierten Analoga. Daten zur Toxikologie bromierter und bromiert/chlorierter Dioxine und Furane liegen nur in unzureichendem Maß vor. Es scheint allerdings gesichert zu sein, dass die an 2,3,7,8-Position bromierten Kongenere die stärkste Giftwirkung haben. PBDD/PBDF werden in dem System der Toxizitätsäquivalente nicht berücksichtigt, allerdings gibt es in der Literatur Angaben zu ihrer „Relativen Potenz“ im Verhältnis zu 2,3,7,8-TCDD, also eine Art vorläufiges Toxizitätsäquivalent. Die Toxizität bromierter Furane scheint noch höher zu sein als die ihrer chlorierten Gegenstücke. So wurde für 2,3,7,8-TBDF eine relative Potenz von 1,1 ermittelt.
| Substanzen                  | REP            |
| --------------------------- | -------------- |
| 2,3,7,8-TBDD                | 0,65 oder 0,75 |
| 1,3,7,8-TBDD                | 0,013          |
| 1,2,3,7,8-PBDD              | 0,3            |
| 1,2,3,7,8,9-HxBDD           | 0,03           |
| 2,3,7,8-TBDF                | 0,7 oder 0,79  |
| 1,2,3,7,8-PBDF              | 0,5            |
| 2,3,4,7,8-PBDF              | 0,21 oder 0,52 |
| 1,2,3,4,7,8-HxBDF           | 0,002          |
| 2-monoBr-3,7,8-triCDD       | 0,94           |
| 2,3-diBr-7,8-diCDD          | 0,69           |
| 3,7-diBr-2,8-diCDD          | 0,96 oder 0,68 |
| 1-monoBr-2,3,7,8-tetraCDD   | 0,60 oder 0,32 |
| 2-monoBr-3,6,7,8,9-pentaCDD | 0,19           |

In Deutschland wurden 1993 mit der Dioxin-Verordnung erstmals Grenzwerte für acht bromierte Dioxine und Furane festgelegt.

## Eigenschaften
Aus in Lösungsmitteln gelösten PBDD/PBDF werden unter UV-Licht innerhalb von Minuten Bromatome abgespalten (Photolyse). Die Standardlösungen für die Analytik bromierter Dioxine und Furane müssen daher lichtgeschützt aufbewahrt werden. In der Atmosphäre ist eine rasche Photolyse nur für den relativ kleinen Anteil der gasförmig vorliegenden PBDD/PBDF zu erwarten, nicht für die partikelgebundenen.
Im Boden beträgt die Halbwertszeit von TBDD ca. 3 bis 6 Monate.
Bei Arbeitnehmern, die Extrusionsmischungen von Decabromdiphenylether enthaltenden Harzen vornahmen, wurden für 2,3,7,8-TBDF und 2,3,7,8-TBDD biologische Halbwertszeiten zwischen 1,1 und 1,9 Jahren bzw. zwischen 2,9 und 10,8 Jahren ermittelt.
Messungen der Luft an abgelegenen Standorten wie dem Nationalpark Pallas-Yllästunturi deuten auf einen atmosphärischen Ferntransport hin.

## Sonstiges

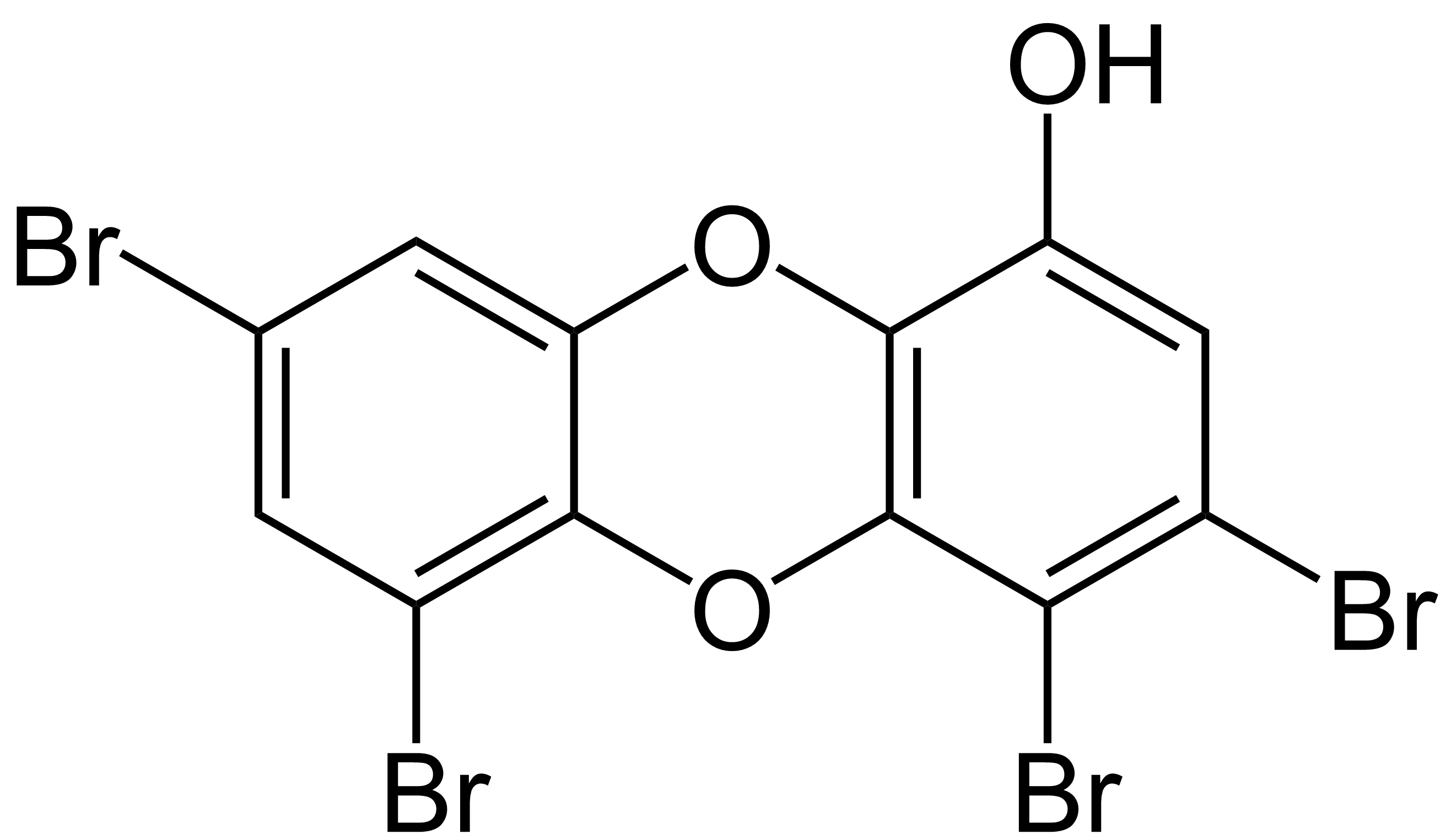
Spongiadioxin A, ein natürliches Dioxin

Das von dem Meeresschwamm Dysidea dendyi produzierte Spongiadioxin A stellt die polybromierte Verbindung 1-Hydroxy-3,4,6,8-tetrabromdibenzo[1,4]dioxin dar.
Das 2,3,7,8-Tetrabromdibenzofuran wurde bereits 1941 als erstes „Dioxin“ von einem japanischen Wissenschaftler bei der Untersuchung von Derivaten des Biphenylen-Oxids entdeckt.